# Eurytoma aerflora
Eurytoma aerflora is een vliesvleugelig insect uit de familie Eurytomidae. De wetenschappelijke naam is voor het eerst geldig gepubliceerd in 1975 door Bugbee.